# FINA Water Polo World League 2018 (femminile)
La World League femminile di pallanuoto 2018 (FINA Water Polo World League 2018) è stata la 15ª edizione della manifestazione che viene organizzata annualmente dalla FINA. Il torneo si è svolto in due fasi, un turno di qualificazione e la Super Final, che si è tenuta a Kunshan in Cina dal 28 maggio al 2 giugno 2018.
La competizione è partita ufficialmente il 21 novembre 2017 con il girone di qualificazione europeo, mentre il torneo intercontinentale di qualificazione è stato giocato tra il 3 e l'8 aprile 2018.

## Turno di qualificazione

### Europa
Le 4 squadre europee hanno disputato un girone all'italiana con gare di andata e ritorno dal 21 novembre 2017 al 1 maggio 2018. Si sono qualificate alla Super Final le prime tre classificate.

#### Gruppo A
|    | Squadra     | Pti | G | V | VR | PR | P | GF | GS | DR |
| -- | ----------- | --- | - | - | -- | -- | - | -- | -- | -- |
| 1. | Spagna      | 11  | 6 | 3 | 1  | 0  | 2 | 60 | 56 | +4 |
| 2. | Russia      | 9   | 6 | 3 | 0  | 0  | 3 | 59 | 59 | 0  |
| 3. | Paesi Bassi | 9   | 6 | 3 | 0  | 0  | 3 | 54 | 54 | 0  |
| 4. | Ungheria    | 7   | 6 | 2 | 0  | 1  | 3 | 56 | 60 | -4 |

| Data     | Sede            | Gara        | Gara        | Gara        |
| -------- | --------------- | ----------- | ----------- | ----------- |
| 21-11-17 | Utrecht         | Paesi Bassi | 7-6         | Ungheria    |
| 21-11-17 | Dos Hermanas    | Spagna      | 9-8         | Russia      |
| 19-12-17 | Budapest        | Ungheria    | 10-9        | Spagna      |
| 22-12-17 | Astrachan'      | Russia      | 9-6         | Paesi Bassi |
| 29-01-18 | Budapest        | Ungheria    | 12-9        | Russia      |
| 30-01-18 | Ede             | Paesi Bassi | 8-11        | Spagna      |
| 27-02-18 | Budapest        | Ungheria    | 5-10        | Paesi Bassi |
| 27-02-18 | Chanty-Mansijsk | Russia      | 7-9         | Spagna      |
| 27-03-18 | Rotterdam       | Paesi Bassi | 12-13       | Russia      |
| 27-03-18 | Pontevedra      | Spagna      | 15-13 (dtr) | Ungheria    |
| 01-05-18 | San Pietroburgo | Russia      | 13-11       | Ungheria    |
| 01-05-18 | Madrid          | Spagna      | 10-11       | Paesi Bassi |

### Torneo intercontinentale
Il torneo di qualificazione intercontinentale si è svolto dal 3 all'8 aprile ad Auckland, in Nuova Zelanda. Le squadre sono state suddivise in due gironi all'italiana, al termine dei quali è stato giocato un torneo ad eliminazione diretta con quarti di finale, semifinali e finali. Le prime cinque classificate si sono qualificate alla Super Final. La Cina è automaticamente qualificata in quanto Paese ospitante della fase finale.

#### Gruppo A
|    | Squadra       | Pti | G | V | VR | PR | P | GF | GS | DR  |
| -- | ------------- | --- | - | - | -- | -- | - | -- | -- | --- |
| 1. | Canada        | 9   | 3 | 3 | 0  | 0  | 0 | 41 | 28 | +13 |
| 2. | Cina          | 6   | 3 | 2 | 0  | 0  | 1 | 31 | 23 | +8  |
| 3. | Giappone      | 3   | 3 | 1 | 0  | 0  | 2 | 29 | 33 | -4  |
| 4. | Nuova Zelanda | 0   | 3 | 0 | 0  | 0  | 3 | 17 | 34 | -17 |

| Data     | Gara          | Gara  | Gara          |
| -------- | ------------- | ----- | ------------- |
| 03-04-18 | Cina          | 10-11 | Canada        |
| 03-04-18 | Nuova Zelanda | 7-3   | Giappone      |
| 04-04-18 | Cina          | 11-7  | Giappone      |
| 04-04-18 | Nuova Zelanda | 5-15  | Canada        |
| 05-04-18 | Canada        | 15-13 | Giappone      |
| 05-04-18 | Cina          | 10-5  | Nuova Zelanda |

#### Gruppo B
|    | Squadra     | Pti | G | V | VR | PR | P | GF | GS | DR  |
| -- | ----------- | --- | - | - | -- | -- | - | -- | -- | --- |
| 1. | Australia   | 6   | 2 | 2 | 0  | 0  | 0 | 19 | 11 | +8  |
| 2. | Stati Uniti | 3   | 2 | 1 | 0  | 0  | 1 | 21 | 15 | +6  |
| 3. | Kazakistan  | 0   | 2 | 0 | 0  | 0  | 2 | 9  | 23 | -14 |

| Data     | Gara        | Gara | Gara       |
| -------- | ----------- | ---- | ---------- |
| 03-04-18 | Stati Uniti | 8-9  | Australia  |
| 04-04-18 | Kazakistan  | 3-10 | Australia  |
| 05-04-18 | Stati Uniti | 13-6 | Kazakistan |

#### Fase a eliminazione diretta
|  | Quarti di finale | Quarti di finale |             |        | Semifinali                | Semifinali                |  |  | Finale   | Finale |
|  |                  |                  |             |        |                           |                           |  |  |          |        |
|  | 06-04-18         |                  |             |        |                           |                           |  |  |          |        |
|  |                  |                  |             |        |                           |                           |  |  |          |        |
|  | Cina             | 9                |             |        |                           |                           |  |  |          |        |
|  | Cina             | 9                | 07-04-18    |        |                           |                           |  |  |          |        |
|  | Kazakistan       | 6                |             |        |                           |                           |  |  |          |        |
|  | Kazakistan       | 6                | Cina        | 7      |                           |                           |  |  |          |        |
|  | 06-04-18         |                  | Cina        | 7      |                           |                           |  |  |          |        |
|  |                  | Australia        | 8           |        |                           |                           |  |  |          |        |
|  | Nuova Zelanda    | Australia        | 8           | 4      |                           |                           |  |  |          |        |
|  | Nuova Zelanda    |                  | 08-04-18    | 4      |                           |                           |  |  |          |        |
|  | Australia        | 15               |             |        |                           |                           |  |  |          |        |
|  | Australia        | 15               | Australia   | 7      |                           |                           |  |  |          |        |
|  | 06-04-18         |                  | Australia   | 7      |                           |                           |  |  |          |        |
|  |                  | Stati Uniti      | 10          |        |                           |                           |  |  |          |        |
|  | Giappone         | Stati Uniti      | 10          | 9      |                           |                           |  |  |          |        |
|  | Giappone         | 07-04-18         |             | 9      |                           |                           |  |  |          |        |
|  | Stati Uniti      | 16               |             |        |                           |                           |  |  |          |        |
|  | Stati Uniti      | 16               | Stati Uniti | 16     | Finale per il terzo posto | Finale per il terzo posto |  |  |          |        |
|  | 06-04-18         |                  | Stati Uniti | 16     | Finale per il terzo posto | Finale per il terzo posto |  |  |          |        |
|  |                  | Canada           | 11          |        |                           |                           |  |  |          |        |
|  | Canada           | Canada           | 11          |        | Cina                      | 8                         |  |  |          |        |
|  | Canada           |                  |             |        | Cina                      | 8                         |  |  |          |        |
|  | bye              |                  |             | Canada | 9                         |                           |  |  |          |        |
|  | bye              |                  |             | Canada | 9                         |                           |  |  |          |        |
|  |                  |                  |             |        |                           |                           |  |  | 08-04-18 |        |
|  |                  |                  |             |        |                           |                           |  |  |          |        |

|  | Semifinali 5º/8º posto | Semifinali 5º/8º posto | Semifinali 5º/8º posto |          |            | Finale 5º posto | Finale 5º posto | Finale 5º posto |  |
|  |                        |                        |                        |          |            |                 |                 |                 |  |
|  | Kazakistan             | Kazakistan             | 18                     |          |            |                 |                 |                 |  |
|  | Kazakistan             | Kazakistan             | 18                     |          |            |                 |                 |                 |  |
|  | Nuova Zelanda          | Nuova Zelanda          | 17                     |          |            |                 |                 |                 |  |
|  | Nuova Zelanda          | Nuova Zelanda          | 17                     |          | Kazakistan | Kazakistan      | 9               |                 |  |
|  |                        |                        |                        |          | Kazakistan | Kazakistan      | 9               |                 |  |
|  |                        |                        | Giappone               | Giappone | 11         |                 |                 |                 |  |
|  | Giappone               |                        | Giappone               | Giappone | 11         |                 |                 |                 |  |
|  |                        |                        |                        |          |            |                 |                 |                 |  |
|  | bye                    | bye                    |                        |          |            | Finale 7º posto | Finale 7º posto | Finale 7º posto |  |
|  | bye                    | bye                    |                        |          |            |                 |                 |                 |  |
|  |                        |                        |                        |          |            |                 |                 |                 |  |
|  |                        |                        |                        |          |            | Nuova Zelanda   |                 |                 |  |
|  |                        |                        |                        |          |            |                 |                 |                 |  |
|  |                        |                        |                        |          |            |                 |                 |                 |  |

## Super Final
Si è disputata a Kunshan dal 28 maggio al 2 giugno 2018.

### Fase a gironi

#### Gruppo A
|    | Squadra     | Pti | G | V | VR | PR | P | GF | GS | DR |
| -- | ----------- | --- | - | - | -- | -- | - | -- | -- | -- |
| 1. | Paesi Bassi | 9   | 3 | 3 | 0  | 0  | 0 | 24 | 18 | +6 |
| 2. | Spagna      | 6   | 3 | 2 | 0  | 0  | 1 | 29 | 22 | +7 |
| 3. | Cina        | 3   | 3 | 1 | 0  | 0  | 2 | 21 | 29 | -8 |
| 4. | Australia   | 0   | 3 | 0 | 0  | 0  | 3 | 20 | 25 | -5 |

| Data     | Gara      | Gara | Gara        |
| -------- | --------- | ---- | ----------- |
| 28-05-18 | Australia | 5-7  | Paesi Bassi |
| 28-05-18 | Spagna    | 13-6 | Cina        |
| 29-05-18 | Spagna    | 6-7  | Paesi Bassi |
| 29-05-18 | Australia | 6-8  | Cina        |
| 30-05-18 | Spagna    | 10-9 | Australia   |
| 30-05-18 | Cina      | 7-10 | Paesi Bassi |

#### Gruppo B
|    | Squadra     | Pti | G | V | VR | PR | P | GF | GS | DR  |
| -- | ----------- | --- | - | - | -- | -- | - | -- | -- | --- |
| 1. | Stati Uniti | 9   | 3 | 3 | 0  | 0  | 0 | 36 | 16 | +20 |
| 2. | Canada      | 6   | 3 | 2 | 0  | 0  | 1 | 29 | 25 | +4  |
| 3. | Russia      | 3   | 3 | 1 | 0  | 0  | 2 | 38 | 31 | +7  |
| 4. | Giappone    | 0   | 3 | 0 | 0  | 0  | 3 | 18 | 49 | -31 |

| Data     | Gara        | Gara  | Gara        |
| -------- | ----------- | ----- | ----------- |
| 28-05-18 | Russia      | 9-11  | Canada      |
| 28-05-18 | Stati Uniti | 14-4  | Giappone    |
| 29-05-18 | Russia      | 22-10 | Giappone    |
| 29-05-18 | Stati Uniti | 12-5  | Canada      |
| 30-05-18 | Russia      | 7-10  | Stati Uniti |
| 30-05-18 | Canada      | 13-4  | Giappone    |

### Fase a eliminazione diretta
|  | Quarti di finale | Quarti di finale |             |        | Semifinali                | Semifinali                |  |  | Finale   | Finale |
|  |                  |                  |             |        |                           |                           |  |  |          |        |
|  | 31-05-18         |                  |             |        |                           |                           |  |  |          |        |
|  |                  |                  |             |        |                           |                           |  |  |          |        |
|  | Spagna           | 11               |             |        |                           |                           |  |  |          |        |
|  | Spagna           | 11               | 01-06-18    |        |                           |                           |  |  |          |        |
|  | Russia           | 12               |             |        |                           |                           |  |  |          |        |
|  | Russia           | 12               | Russia      | 3      |                           |                           |  |  |          |        |
|  | 31-05-18         |                  | Russia      | 3      |                           |                           |  |  |          |        |
|  |                  | Stati Uniti      | 8           |        |                           |                           |  |  |          |        |
|  | Australia        | Stati Uniti      | 8           | 1      |                           |                           |  |  |          |        |
|  | Australia        |                  | 02-06-18    | 1      |                           |                           |  |  |          |        |
|  | Stati Uniti      | 12               |             |        |                           |                           |  |  |          |        |
|  | Stati Uniti      | 12               | Stati Uniti | 8      |                           |                           |  |  |          |        |
|  | 31-05-18         |                  | Stati Uniti | 8      |                           |                           |  |  |          |        |
|  |                  | Paesi Bassi      | 6           |        |                           |                           |  |  |          |        |
|  | Cina             | Paesi Bassi      | 6           | 2      |                           |                           |  |  |          |        |
|  | Cina             | 01-06-18         |             | 2      |                           |                           |  |  |          |        |
|  | Canada           | 5                |             |        |                           |                           |  |  |          |        |
|  | Canada           | 5                | Canada      | 5      | Finale per il terzo posto | Finale per il terzo posto |  |  |          |        |
|  | 31-05-18         |                  | Canada      | 5      | Finale per il terzo posto | Finale per il terzo posto |  |  |          |        |
|  |                  | Paesi Bassi      | 11          |        |                           |                           |  |  |          |        |
|  | Paesi Bassi      | Paesi Bassi      | 11          | 18     | Russia                    | 7                         |  |  |          |        |
|  | Paesi Bassi      |                  |             | 18     | Russia                    | 7                         |  |  |          |        |
|  | Giappone         | 7                |             | Canada | 6                         |                           |  |  |          |        |
|  | Giappone         | 7                |             |        | 6                         |                           |  |  |          |        |
|  |                  |                  |             |        |                           |                           |  |  | 02-06-18 |        |
|  |                  |                  |             |        |                           |                           |  |  |          |        |

|  | Semifinali 5º/8º posto | Semifinali 5º/8º posto | Semifinali 5º/8º posto |      |        | Finale 5º posto | Finale 5º posto | Finale 5º posto |  |
|  |                        |                        |                        |      |        |                 |                 |                 |  |
|  | Spagna                 | Spagna                 | 11                     |      |        |                 |                 |                 |  |
|  | Spagna                 | Spagna                 | 11                     |      |        |                 |                 |                 |  |
|  | Australia              | Australia              | 8                      |      |        |                 |                 |                 |  |
|  | Australia              | Australia              | 8                      |      | Spagna | Spagna          | 10              |                 |  |
|  |                        |                        |                        |      | Spagna | Spagna          | 10              |                 |  |
|  |                        |                        | Cina                   | Cina | 5      |                 |                 |                 |  |
|  | Cina                   | Cina                   | Cina                   | Cina | 5      | 8               |                 |                 |  |
|  | Cina                   | Cina                   |                        |      |        | 8               |                 |                 |  |
|  | Giappone               | Giappone               | 7                      |      |        | Finale 7º posto | Finale 7º posto | Finale 7º posto |  |
|  | Giappone               | Giappone               | 7                      |      |        |                 |                 |                 |  |
|  |                        |                        |                        |      |        |                 |                 |                 |  |
|  |                        |                        |                        |      |        | Australia       | Australia       | 10              |  |
|  |                        |                        |                        |      |        | Australia       | Australia       | 10              |  |
|  |                        |                        |                        |      |        | Giappone        | Giappone        | 7               |  |

## Classifica finale
| Pos. | Squadra     |
| ---- | ----------- |
|      | Stati Uniti |
|      | Paesi Bassi |
|      | Russia      |
| 4    | Canada      |
| 5    | Spagna      |
| 6    | Cina        |
| 7    | Australia   |
| 8    | Giappone    |